# Ordre toscan

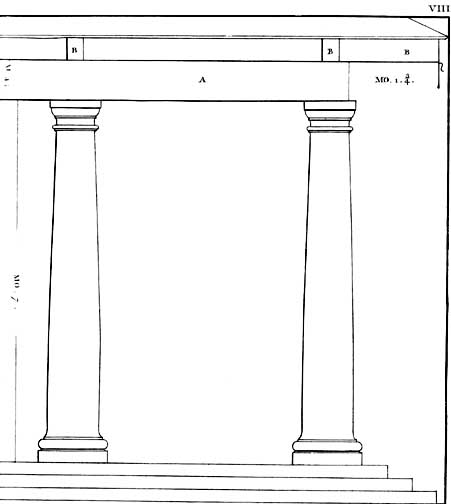
L'ordre toscan dans I Quattro Libri dell'Architettura (« Les Quatre Livres de l'architecture ») d'Andrea Palladio (1570).

L’ordre toscan originel est un ordre architectural contemporain de l'ordre dorique grec, plus épuré que lui. On le regarde comme originaire de l’ancienne Étrurie et les Romains l’employèrent avant de faire la conquête de la Grèce. Les monuments d’ordre toscan, à Rome, étaient donc anciens ; ils furent, depuis, ruinés par le temps ou rebâtis d’après les systèmes divers que la Grèce fit connaître aux architectes ; aussi n’a-t-il survécu jusqu’à nos jours aucun édifice entier construit d’après les règles de cet ordre.
Vignole assigne à l’ordre toscan les proportions suivantes : entablement, 3 modules et 6 minutes ou 3 modules ½, dont 1 module 4 minutes pour la corniche, 1 module 2 minutes pour la frise et 1 module pour l’architrave ; colonnes, 14 modules, dont 12 pour le fût, 1 pour la base et 1 pour le chapiteau ; piédestal, 4 modules 8 minutes, dont 3 modules 8 minutes pour le dé, 6 minutes pour la base et 6 pour la corniche ; diminution de la base au sommet, 6 minutes ; entrecolonnement, 4 modules 8 minutes. Ce qui caractérise surtout l’ordre toscan, c’est l’absence de tout ornement.
Les architectes de la Renaissance ont quelquefois fait usage de l’ordre toscan, mais avec des modifications : ils y ont ajouté différentes sortes de bossages, des vermiculations, des congélations, etc. C’est le « toscan rustique » du palais Pitti à Florence, dont le palais du Luxembourg, à Paris est une copie presque exacte.

## Quelques exemples de l'ordre toscan

### Toscan antique
- L'ordre inférieur du Colisée de Rome.

### Toscan moderne
- L'église de Martigny[1] en Suisse est un édifice du XVIIe siècle, superbement restauré. La nef est austère, mais la restauration récente, grâce à des études attentives des différentes couches d'enduits, a permis de redonner à cette nef ses couleurs d'origine, lumineuses et claires. L'ordre toscan règne en ce lieu (piliers de la nef, portes et encadrements de portes).
- Le muséum d'histoire naturelle de Grenoble[2], conçu par l’architecte-voyer Paul Benoît Barillon, a été construit au sein du jardin des Plantes, en périphérie de la ville de Grenoble en France, dans la période 1848-1851. Colonnes de l’ordre toscan qui ne firent pas l’unanimité lors de la proposition des plans par l’architecte-voyez Paul-Benoît Barillon.
- L’église Saint Saturnin de Chauconin-Neufmontiers, près de Meaux en Seine-et-Marne, église de type gothique transition Renaissance, construite vers la fin du XVIe siècle.
- La tour Clavell dans la presqu’île de Purbeck (Dorset), est un exemple de périptère d’ordre toscan des années 1830.